# Parafia Ducha Świętego w Chorzowie
Parafia i kościół Ducha Świętego w Chorzowie − rzymskokatolicka parafia znajdująca się w mieście Chorzów, przy ul. gen. H. Dąbrowskiego 104.

## Historia
Parafia Ducha Świętego w Chorzowie rodziła się w bardzo trudnych w sensie historycznym czasach. Powodem utworzenia nowej parafii była zbyt duża liczba ludności, należącej dotąd do parafii św. Jadwigi. W 1956 roku ks. dr Karol Nawa otrzymał polecenie budowy kościoła i tworzenia parafii.  Zezwolenie na utworzenie nowej parafii i jednocześnie budowę świątyni na osiedlu „Ruch”, ks. dr Nawa otrzymał w ramach tzw. „odwilży październikowej” w roku 1956. Jednak po otrzymanie zezwolenia musiał siedemdziesiąt dwa razy odwiedzić kompetentne do wydania zezwolenia urzędy. Parafia Ducha Świętego została erygowana 8 września 1958 roku. Jej teren został wydzielony z parafii św. Jadwigi w Chorzowie. Fundusze na budowę parafii uzyskiwano na wiele sposobów. Kościół św. Jadwigi był zwolniony z daniny diecezjalnej i kolekt na cele diecezji, na budowę przeznaczono 80% dochodów z cmentarzy.

## Kościół parafialny
25 sierpnia 1957 roku odbyła się uroczystość postawienia na miejscu budowy nowego kościoła krzyża przeniesionego z kościoła św. Jadwigi. W ciągu roku została wybudowana kaplica pełniąca funkcję tymczasowego kościoła, natomiast 25 maja 1958 roku została ona poświęcona i oddana do użytku wiernych. W nowo powstałej kaplicy mogło się pomieścić około 200 wiernych.
Budowę kościoła rozpoczęto we wrześniu 1958 roku. Kamień węgielny położył biskup Juliusz Bieniek 7 grudnia 1958 roku. Jednak nie obyło się bez przeszkód, bo gdy kościół został wzniesiony aż po dach, budowa kościoła została natychmiast przerwana a główny budowniczy – ks. dr Karol Nawa – aresztowany. W więzieniu kapłan przebywał do kwietnia 1962 roku. 13 stycznia 1960 roku. Projektantami kościoła byli architekci: Mieczysław Król, Jerzy Winnicki i Zygmunt Winnicki, natomiast konstruktorem kościoła był inż. Franciszek Klimek.
Prokuratura Wojewódzka w Katowicach wydała zakaz dalszej budowy kościoła, motywując podjętą decyzję nielegalnym posiadaniem materiałów budowlanych. Na czas nieobecności ks. dr Nawy, następcą na krótki czas został mianowany wikariusz – substytut, ks. Rudolf Kiera. W 1961 roku jego obowiązki przejął ks. Teodor Poloczek. Budowę kościoła wznowiono 15 kwietnia 1963 roku po uzyskaniu zgody na dalszą budowę kościoła. W szybkim czasie umieszczono stalową konstrukcję dachową. 
Kościół został poświęcony 15 czerwca 1963 roku przez biskupa koadiutora Herberta Bednorza. W sierpniu 1963 roku nowym administratorem parafii został ks. Czesław Mąka. Rok później otynkowano zewnętrzną elewację budynku. Montaż witraży w oknach zakończono w 1975 roku. Witraże zostały zaprojektowane przez panią Marię Roga-Skąpską i pozostały w stanie nienaruszonym do dziś. 
27 sierpnia 1995 roku proboszczem parafii został ks. Grzegorz Kotyczka, który w 1997 roku przejął od Skarbu Państwa cmentarz, znajdujący się tuż obok kościoła. 
W roku 1998 po raz pierwszy zadzwoniły trzy dzwony: „św. Florian”, który został ufundowany przez władze miasta Chorzów, „Matka Boska Częstochowska” i „św. Grzegorz I Wielki”. Dzwony zostały poświęcone przez ks. bp Piotra Liberę 4 marca 1998 roku. Natomiast rok później rozpoczęła się przebudowa całego prezbiterium, którego projektantem był architekt Mieczysław Król. Prace te zostały zlecone firmie kamieniarskiej pana Grzechaca  z Ciasnej koło Częstochowy.
Budynek kościoła wpisano do rejestru zabytków 22 marca 2022 (nr rej. A/949/2022).

## Architektura
Kościół Ducha Świętego swoim kształtem symbolizuje dużą łódź na rozkołysanym morzu, natomiast przejście z kościoła do budynku parafialnego porównuje się do formy wiosła. W kościele znajdują się także trzy kaplice: Matki Boskiej Fatimskiej, Miłosierdzia Bożego oraz kaplica chrzcielna. We wnętrzu są one oddzielone od siebie białymi ścianami nawiązującymi kształtem do otwartych ksiąg. Dużą część powierzchni ścian kościoła zajmują witraże Marii Roga-Skąpskiej.  Prezbiterium wykończone jest czerwonym szwedzkim granitem, natomiast ostatni stopień zbudowany jest w kształcie serca, to na nim usytuowany jest ołtarz. Stacje Drogi Krzyżowej są dziełem artysty Zygmunta Brachmańskiego.

## Duszpasterstwo
Duże znaczenie dla wiernych z kościoła Ducha Świętego w Chorzowie mają przydrożne krzyże, które przede wszystkim są pamiątką ważnych wydarzeń związanych z parafią. Prawdopodobnie najstarszym krzyżem, jest krzyż znajdujący się na cmentarzu parafialnym. W 1911 roku Paul i Katharine Kiollbassa przekazali cztery hektary ziemi na rzecz kościoła św. Jadwigi, celem założenia cmentarza. Następnie w centralnym miejscu ustawiono krzyż, który ufundowano w 1878 roku. Krzyż ten jest zrobiony z piaskowca. Drugi krzyż znajduje się przy ulicy Bałtyckiej i jest jednym z najcenniejszych krzyży w Chorzowie. Zrobiono został z białego marmuru i ogrodzony metalowym płotkiem. Legenda powiada, że ręką barbarzyńcy został wykuty napis wotywny, nazwiska fundatorów oraz rok fundacji – 1895. Trzeci krzyż znajduje się na terenie kościelnym i jest związany z powstaniem kościoła. To właśnie ten krzyż dnia 25 sierpnia 1957 roku przy kościele św. Jadwigi poświęcono i w procesji przeniesiono na miejsce budowy nowego kościoła. I ostatni czwarty krzyż jest pamiątką i czytelnym znakiem pierwszego powołania kapłańskiego z parafii Ducha Świętego, ks. Henryka Skorupy. Krzyż ten został wykonany z drewna i ustawiony w marcu 1959 roku blisko domu, w którym kapłan się wychował.
Niewątpliwie największym i ważnym wydarzeniem dla parafian była I peregrynacja obrazu Matki Boskiej Częstochowskiej, przy „pustych ramach” 9 marca 1967 roku.  
Od roku 1998 w parafii zostaje wydawana tzw. „Gazetka Parafialna”. Głównym redaktorem jest ks. proboszcz Grzegorz Kotyczka. 
Od 2001 roku organizowane są piesze pielgrzymki młodzieży do Częstochowy oraz do Piekar Śląskich. Innym wydarzeniem było utworzenie z kościoła zastępczego tzw. „Domu Dziennego Pobytu”, co miało miejsce na przełomie 2003 i 2004 roku. Przeznaczony jest głównie dla osób starszych, samotnych jak i niepełnosprawnych. W ciągu ostatnich kilkudziesięciu lat do ważniejszych wydarzeń w życiu parafii należy zaliczyć trzy peregrynacje obrazów Matki Boskiej oraz pobyt specjalnego wysłannika papieskiego Agostino Casardi`ego.

## Proboszczowie
- ks. dr Karol Nawa (1957–1959)[3]
- ks. Teodor Poloczek (1960–1963)[3]
- ks. Czesław Mąka (1963–1995)[3]
- ks. Grzegorz Kotyczka (1995–2021)[6]
- ks. Marcin Ledwoń (od 2022)[6]